# Saint-Bonnet-sur-Gironde

Saint-Bonnet-sur-Gironde este o comună în departamentul Charente-Maritime, Franța. În 1 ianuarie 2022 avea o populație de 840 de locuitori.